# Rati Aleksidse
Rati Aleksidse (georgisch რატი ალექსიძე; * 3. August 1978 in Tiflis) ist ein ehemaliger georgischer Fußballspieler. Zuletzt stand er in seiner Heimat bei FC Dila Gori unter Vertrag, wo er seine Karriere verletzungsbedingt im Frühjahr 2014 beendete.

## Vereinskarriere

### Anfangszeit
Aleksidse begann seine Karriere in der Jugend von Dinamo Tiflis. In der Saison 1994/95 unterzeichnete er beim Zweitligisten Mretebi Tiflis seinen ersten Profivertrag. Bei Mretebi entwickelte er sich zur wertvollen Ergänzung zum damaligen Star der Mannschaft Micheil Sadschaia und konnte zum Ende der Saison den Meistertitel in der zweiten georgischen Liga und den damit verbundenen Aufstieg feiern.
Daraufhin wurde er von seinem Stammverein Dinamo zurückgeholt. Trotz seiner spielerischen Vielseitigkeit, konnte er sich beim damaligen „Non plus ultra“ des georgischen Fußballs vorerst nicht gegen die etablierten Offensivkräfte, wie etwa Aleksandre Iaschwili, Giorgi Demetradse oder Gotscha Dschamarauli durchsetzen. Erst nach dem Abgang von Iaschwili zur Saison 1996/97 debütierte er für Dinamos Profimannschaft. Es folgten zwei Spielzeiten, in denen er zwischen Stammplatz und Reservebank hin und her wechselte. Zu dieser Zeit hatte er sich bereits, aufgrund guter Leistungen in den georgischen Jugendauswahlmannschaften, einen Namen als großes Talent erarbeitet. 1998 folgte die lang erwartete Leistungsexplosion. Aleksidse bildete gemeinsam mit David Mujiri, welcher ebenfalls als großes Offensivtalent galt, ein überragendes Sturmduo. Gemeinsam konnte man in dieser Saison 31 Ligatore erzielen. Am Ende wurde Tiflis mit einem Torverhältnis von 86:15 georgischer Meister. Nachdem er in der Saison 1999/2000 zwölf Tore in 14 Spielen erzielen konnte, weckte er das Interesse einiger internationaler Vereine.

### Wechsel zu Chelsea
Unter anderem wurde Aleksidse im Herbst 1999 vom damaligen FC-Chelsea-Manager Gianluca Vialli zum Probetraining eingeladen, in welchem er zu überzeugen wusste. Nachdem man bei Chelsea durch den Langzeitausfall von Pierluigi Casiraghi und der Formschwäche von George Weah und Chris Sutton mit Gianfranco Zola und Tore André Flo lediglich zwei zuverlässige Stürmer zur Verfügung hatte, suchte man händeringend nach Alternativen. Diese sah Vialli in Aleksidse und nahm ihn unter Vertrag. Gegen die Erwartungen konnte sich Aleksidse in der Folge jedoch nicht in die Mannschaft integrieren und kam unter Vialli lediglich in Pokalspielen zum Einsatz. Erst unter Trainer Claudio Ranieri durfte er in der Saison 2000/01 zweimal in der Premier League auflaufen, ohne sich jedoch mit Nachhalt zu empfehlen. 2001 wurde daraufhin sein Vertrag aufgelöst.

### Rückkehr & Rekonvaleszenz
Daraufhin kehrte Aleksidse nach Georgien zurück, um wieder für Dinamo zu spielen, welche jedoch nicht an einer erneuten Verpflichtung interessiert waren. Trotz mehrerer Angebote von anderen georgischen Vereinen streubte er sich, für einen anderen Verein als Dinamo aufzulaufen, und bat darum, einfach nur mit Dinamo mittrainieren zu dürfen. 2002 erlangte er daraufhin doch noch einen Vertrag bei seinem Stammverein. Es folgten eineinhalb weitere starke Spielzeiten, in denen er insgesamt 17 Saisontore erzielen konnte und wieder zur alten Stärke fand. 2004 wagte er daraufhin einen weiteren Wechsel ins Ausland zum russischen Premjer-Liga-Klub FK Rostow. Abermals stellte sich jedoch kein Erfolg für Aleksidse ein. Er absolvierte lediglich neun Spiele ohne Torerfolg, ehe er in einen schweren Autounfall verwickelt war, von dem er sich über drei Jahre nicht mehr erholte. Trotz mehrerer Comebackversuche schien er nicht mehr fit zu werden, weshalb er sein vorzeitiges Karriereende bekanntgab.

### Comeback
In der Saison 2007/08 gab Aleksidse ein überraschendes Comeback für Lokomotive Tiflis. Die großen Zweifel an seinem körperlichen Zustand beantwortete er mit einer sensationellen Quote von neun Toren in seinen ersten elf Saisoneinsätzen nach knapp dreijähriger Pause. Nachdem er 2008 in weiteren 13 Spielen sechs Tore erzielen konnte, wechselte er noch einmal ins Ausland nach Ungarn zu Győri ETO FC. In Győr erlangte er sofort einen Stammplatz und avancierte zu einem der Führungsspieler der Mannschaft. Nach dem neunten Tabellenrang in der Saison 2008/09, steht man derzeit mit 20 Punkten aus zehn Saisonspielen an der Tabellenspitze in Ungarn.

## Nationalmannschaft
In den georgischen Jugendauswahlen sorgte er an der Seite von Spielern wie Lewan Kobiaschwili, Aleksandre Iaschwili,
Kacha Kaladse und seinem späteren kongenialen Sturmpartner bei Dinamo, David Mujiri für Aufsehen.
Am 18. November 1998 debütierte er in der Georgischen Fußballnationalmannschaft, in der er bis zu seiner schweren Verletzung im Jahr 2004 Stammspieler war. Simultan zu seinem Comeback im Vereinsfußball fand er auch wieder die Aufnahme in den georgischen Nationalkader, dem er bis dato angehört.

## Erfolge
- Georgischer Meister: 1997, 1998, 1999
- Georgischer Pokalsieger: 1997
- Georgischer Zweitligameister: 1995
- FA Cup: 2000
- Community Shield: 2000